# Luis Prais
Luis Prais (Montevideo, 24 febbraio 1925 – 2 gennaio 2005) è stato un calciatore uruguaiano, di ruolo difensore.

## Palmarès

### Club

#### Competizioni nazionali
- Campionato uruguaiano: 3

Peñarol: 1944, 1945, 1949